# Обновлённая земля (книга)
«Обновлённая земля» (нем. Altneuland, также переводилась как «Обновлённая страна») — утопический роман австро-венгерского писателя и общественного деятеля еврейского происхождения Теодора Герцля, в котором представлено идеалистическое существование будущего еврейского государства. Автор сформулировал основы политического и общественного устройства еврейского государства в Палестине.

## История романа
Роман издан в 1902 году. Причиной его создания было желание идеолога сионизма Теодора Герцля в достаточно понятной и популярной форме изложить свои политико-экономические мнения относительно будущего еврейской нации, возможности создания национального государства.
Переведено Израилем Исидором Эльяшивом на идиш, в 1902 году Нахумом Соколовым — на иврит, под названием «Тель-Авив» (ивр. תֵּל־אָבִיב‎, «Весенний курган»), взятым из Книги Иезекииля (одной из книг Библии). Именно название этого романа повлияло на наименование города в Израиле, основанного в 1909 году как небольшое поселение.

## Сюжет
Роман рассказывает историю Фридриха Левенберга, молодого еврейского безработного юриста из Вены, который из-за любовной тоски и отсутствия профессиональных перспектив присоединяется к прусскому инженеру и миллионеру Кингскуру (прототип — Адальберт Кенигсгоф), который отправляется на один из островов Кука в Тихом океане. Остановившись в Яффе (Палестина) на пути к цели своего путешествия, Левенберг и Кингскур решают посетить Иерусалим. Путешествуя, они находят Палестину отсталой, бедной и малонаселённой землёй.
Прошло 20 лет. Левенберг и Кингскур возвращаются в Европу. На своём пути они снова посещают Палестину. Они удивлены, обнаружив землю, которая кардинально изменилась. Здесь образовалась Еврейская организация, которая официально названа Новое общество для колонизации Палестины, после того как европейские евреи снова заселили Палестину.
Это либеральная и эгалитарная социальная кооперативная организация, а не государство. Она создана на основе соглашения с Османской империей, за ежегодно выплачиваемый налог. Основными языками являются немецкий, иврит и идиш. Столицей является Иерусалим, где заседает конгресс и академия наук, действует опера и театр.
Страна, среди руководителей которой есть знакомые Левенберга из Вены, имеет процветающую смешанную экономику, сочетающую государственную собственность, большую кооперативную индустрию и частную инициативу, которые базируются на самых современных технологиях. Основу составляют кооперативы. Основой сельского хозяйства является выращивание цитрусовых и винограда. Важную роль играет туризм. Большинство торговцев в стране — армяне, греки и члены других этнических групп. Промышленным центром является город Хайфа.
Государство является домом свободного, справедливого и современного космополитического общества. Арабы имеют полные права, равные с евреями.
Во время пребывания Левенберга в государстве происходят выборы. Идет противостояние между фанатичным раввином, который утверждает, что страна принадлежит исключительно иудеям, и требует лишить нееврейских граждан права голоса, но в конечном итоге он терпит поражение. Левенберг вместе с Кингскуром остаются в новом государстве.